# Alphonsine de l’Immaculée

Anna (surnommée Annakutty) Muttahupadathu (en malayalam : അന്ന മുട്ടത്തുപാടത്ത്; hindi : एना मुत्ताहुपदाथु) en religion sœur Alphonsine de l’Immaculée (en malayalam : അമലോദ്ഭവം അൽഫോൺസാ (amalōdbhavaṁ alphōṇsā); en hindi : निष्कलंक गर्भागमन की अलफोन्सा (niṣkalaṅk garbhāgman kī alphōnsā)) née le  19 août 1910 à Kudamaloor, décédée le 28 juillet 1946 à Bharananganam, est une religieuse indienne de la congrégation des Franciscaines clarisses du Malabar. Elle est la première sainte indienne. 

## Biographie
Anna Muttathupadathu nait à Kudamaloor, dans l'État du Kerala (Sud-Est de l'Inde). À l'âge de trois ans, elle souffrait d'eczéma. Orpheline très jeune, elle est élevée par sa tante et son grand-oncle, qui était prêtre. On lui donne le surnom d'Annakutti (petite Anna).
Très impressionnée par la vie de Thérèse de Lisieux, et influencée par les œuvres du père Chavara qui, un siècle auparavant, avait évangélisé la région, elle décide de consacrer sa vie à la prière et à la pénitence.
Sa tante cherche cependant à la marier, mais Anna s'y refuse énergiquement. Craignant d'y être contrainte, elle se jette sur un bûcher et se brûle si gravement aux pieds, qu'elle en reste handicapée toute sa vie.
Sa tante l'autorise alors à choisir la vie religieuse. Le 12 août 1935 - elle a 17 ans - elle entre au noviciat des clarisses de Bharananganam et le 12 août 1936, elle prononce ses vœux, prenant en religion le nom de sœur Alphonsine de l’Immaculée-Conception. Elle est chargée de l'enseignement élémentaire, mais son handicap et ses souffrances l'empêchent souvent d'exercer cette charge.
Toute sa vie Alfonsa Muttathupandathu fait l'expérience de grâces mystiques insignes.
En 1939 elle souffre d'une pneumonie, mais elle survit. Sa santé en est cependant ébranlée et elle en reste physiquement fort affaiblie. Elle meurt le 28 juillet 1946 à l'âge de 35 ans.

## Miracles et vénération

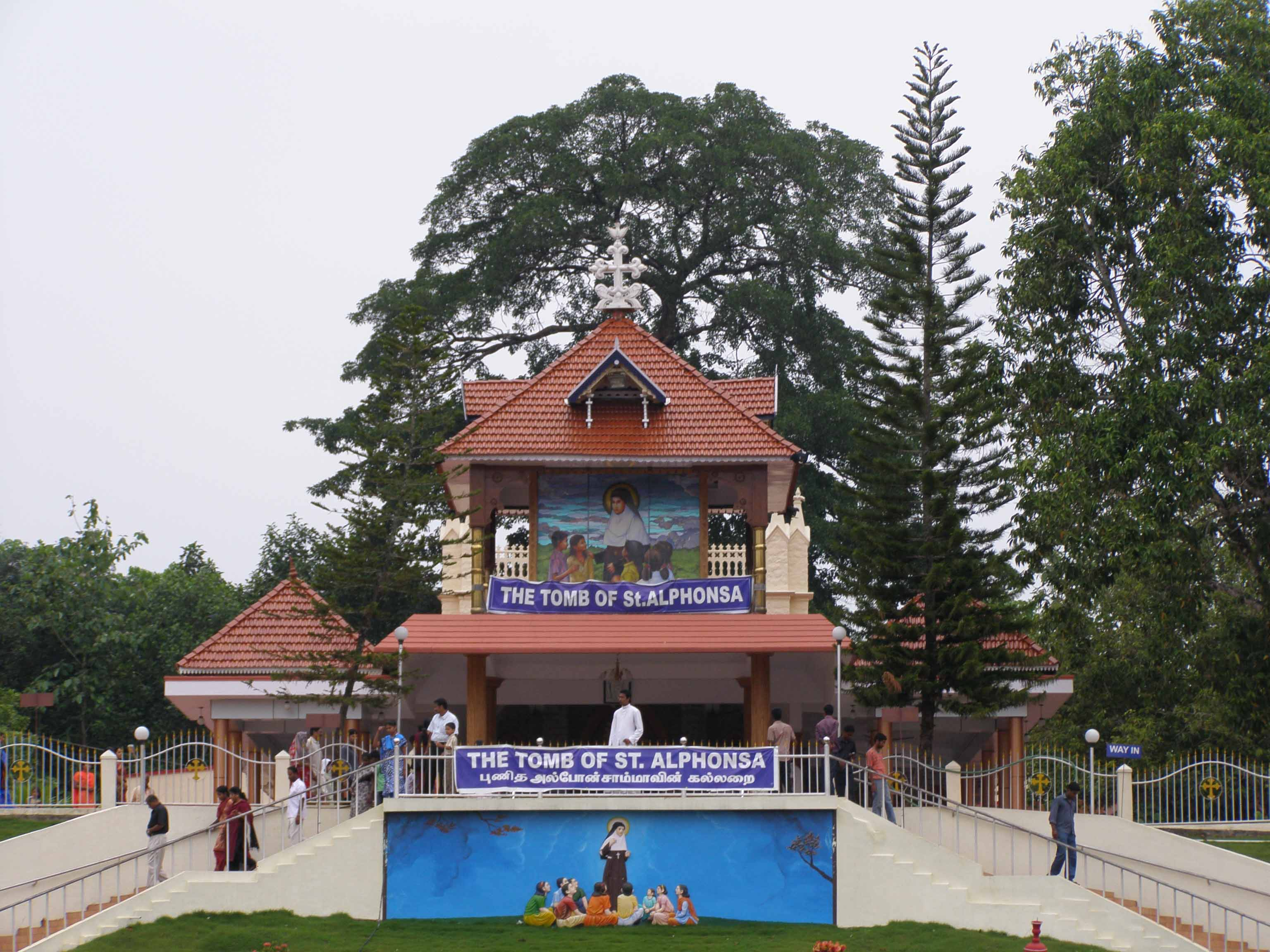
Tombe de sainte Alfonsa à Bharananganam.

Inhumée à Bharananganam, au sud de l'Inde, son tombeau attire bientôt les pèlerins. Des miracles sont attribués à son intercession. La guérison d'un enfant en 1999 est reconnue comme miraculeuse et obtenue grâce à son intercession. Cela fait avancer la cause de sa canonisation.
Sa fête est célébrée à Bharananganam chaque année entre le 19 et le 28 juillet et sa tombe est devenue un haut lieu de dévotion.

## Béatification et canonisation
- Déclarée vénérable le 9 juillet 1985 par le pape Jean-Paul II,
- elle fut béatifiée le 8 février 1986 à Kottayam par le pape Jean-Paul II,
- et canonisée le 12 octobre 2008, à Rome, par le pape Benoît XVI, en même temps que :
  - Narcisse de Jésus Martillo Morán (1832-1869)
  - Marie Bernarde Bütler (1848-1924)
  - Gaétan Errico (1791-1860)
- Liturgiquement, sainte Alphonsine est commémorée le 28 juillet.

## Jugements
- Du pape Jean-Paul II lors de la cérémonie de béatification

« Elle sait trouver son bonheur dans les choses simples et ordinaires. (…) Elle ne cesse de rendre grâces à Dieu pour la joie et le privilège de sa vocation religieuse, pour la grâce de ses vœux de chasteté, de pauvreté et d’obéissance. (…) Elle en vient à aimer la souffrance, parce qu’elle aime le Christ souffrant, et la Croix à travers son amour pour le Christ crucifié. »
- Du pape Benoît XVI lors de la cérémonie de canonisation

« cette femme exceptionnelle, qui est aujourd'hui offerte au peuple de l'Inde comme leur première sainte canonisée a vécu dans l'extrême souffrance physique et spirituelle. »

## Sources
- Osservatore Romano : 1986 n.3 p. 4 – n.7 p. 10-11
- Documentation Catholique : 1986 p. 306
- Dépêche de l'AFP du 12 octobre 2008
- St. Alphonsa Anna Muttathupadam of the Immaculate Conception, F. C. C.

- (en) Cet article est partiellement ou en totalité issu de l’article de Wikipédia en anglais intitulé « Saint Alphonsa » (voir la liste des auteurs).